# Joannice le Grand
Joannice le Grand ou Joannice de l'Olympe ou Joannice de Bithynie (en grec Ίωαννίκιος) est un célèbre ascète byzantin chrétien, né vers 754 dans le village de Marycate, près de Brousse en Bithynie, mort le 4 novembre 846 dans le monastère d'Antidion, sur le mont Olympe de Bithynie (Uludağ). L'Église catholique et l'Église orthodoxe le fêtent comme saint en novembre, le 3, le 4 ou le 17, selon les Églises.

## Biographie
Le récit de la vie de Joannice nous est parvenu par trois sources distinctes. Deux chroniques écrites par des moines contemporains, Sabas et Pietro, et une troisième, plus tardive, attribuée à Simeone Metafraste. Ces trois chroniques permettent de reconstituer de façon assez complète la vie de cet illustre moine.
Il serait né dans une famille paysanne modeste, aurait gardé les porcs dans son enfance et n'aurait reçu qu'une instruction fort rudimentaire. Dans sa jeunesse, ayant un corps d’athlète, il s'engagea dans l'armée et fut intégré à la garde impériale. Il combattit vaillamment les Bulgares en Thrace. À cette époque, il adhérait à l'iconoclasme (comme l'empereur). 

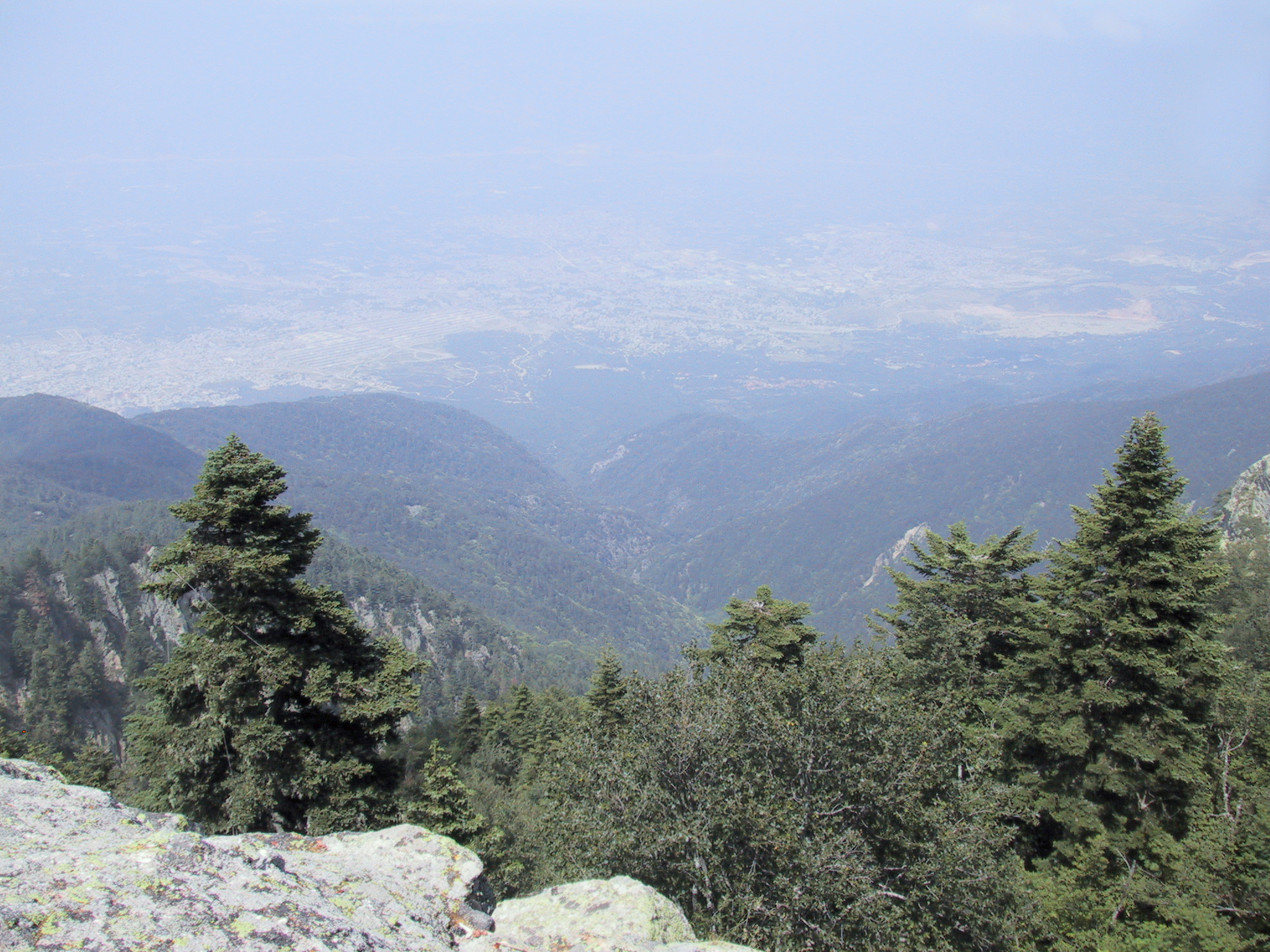
Paysage du mont Uludağ qui surplombe la ville de Bursa où saint Joannice s'est retiré en ermite et s'est fait moine. La montagne est toujours connue sous le nom de Keşiş Dağı, la « montagne du moine ».

Après une vingtaine d'années de services dans l'armée, il entra dans la vie religieuse, d'abord au monastère des Agaures pour y recevoir l'instruction et la formation religieuse qu'il n'avait pas eues auparavant. Mais assez rapidement, il se retira comme anachorète dans la région du mont Olympe de Bithynie, près de Brousse, et devint le représentant le plus en vue à l'époque d'un type de vie religieuse traditionnel en Orient, fait de retrait du monde, d'isolement et de grandes ascèses,,. Un autre saint, peu connu, Pierre d’Atroa (en) († 837) en est un exemple.   
Il vécut ensuite en solitaire dans plusieurs régions de l'Asie Mineure (notamment en Lycie, puis en Cilicie de 804 à 808) avant de revenir se fixer en Bithynie. Il se livra à différents exercices comme de rester un an dans une grotte attaché à une chaîne de fer. Il passa d'autre part trois ans auprès d'un ascète réputé à l'époque, nommé Georges, « pour achever sa formation ». Enfin, vers 810, il se sentit appelé à faire profiter les autres hommes de son expérience et s'installa dans une cellule du monastère de Trichalix (ou Trichalika) près de Brousse où il recevait de nombreux visiteurs venant le consulter. On lui prêtait le don de prophétie et celui de guérir les maladies.
Après l'avènement de Léon V l'Arménien, en 813, il repartit pour la Lydie où il fonda trois monastères. Pendant la seconde période de l'iconoclasme, il se prononça pour le culte des images,, mais semble avoir eu sur ce sujet des désaccords avec Théodore Studite : une réunion d'iconodoules organisée autour de lui en 823 ou 824 aboutit à une controverse. Au moment du rétablissement officiel du culte des images, en 843, il aurait inspiré ou appuyé le choix comme nouveau patriarche de Méthode, ancien moine de l'Olympe de Bithynie, qui mena une politique modérée et se heurta aux religieux du monastère de Stoudios, héritiers de Théodore Studite. Joannice, âgé alors de 90 ans, se serait déplacé à Constantinople pour appuyer Méthode contre les Stoudites.

## Joannice le Grand et Théodore Studite

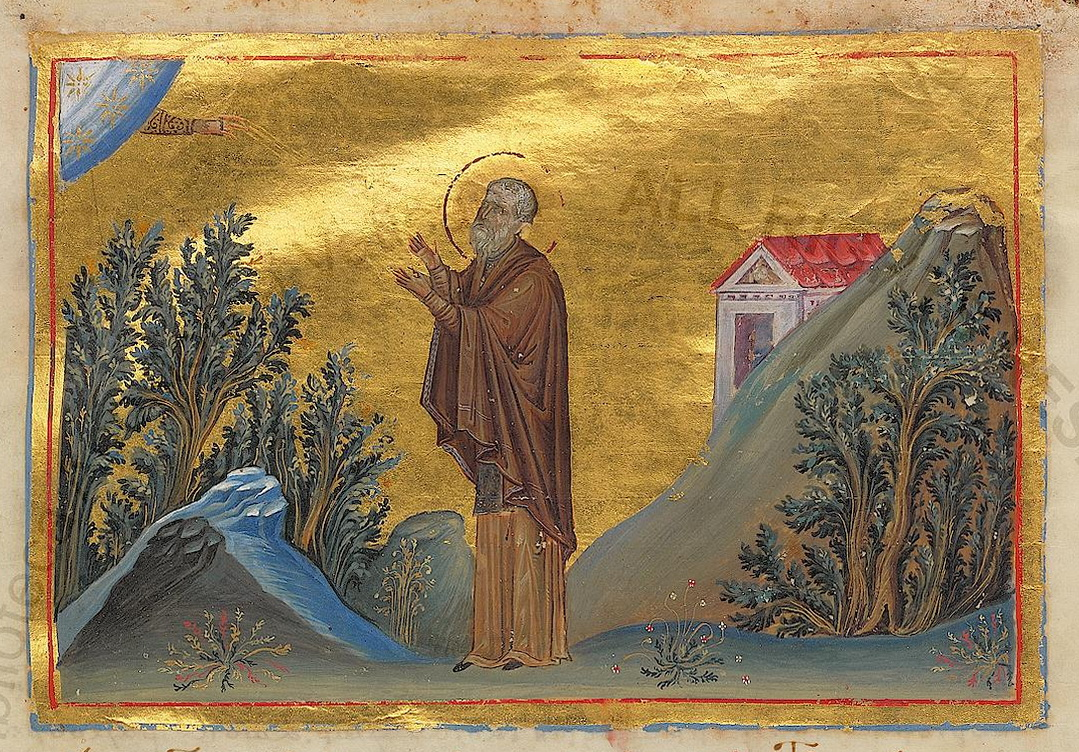
Icône orthodoxe de Joannice le Grand, Ménologe de Basile II.

Joannice représenta à l'époque, à l'encontre notamment de Théodore Studite, le modèle du saint anachorète traditionnel en Orient, vivant de longues périodes dans la solitude en se livrant à des pratiques d'ascèse extraordinaires, et acquérant la réputation de posséder des pouvoirs miraculeux (prophétie, guérison des maladies, etc.). Théodore, tout en exprimant parfois son respect pour lui et ce qu'il représentait, déconseillait à ses moines de suivre son exemple, jugeant supérieure l'intégration dans des communautés organisées et disciplinées, pratiquant plus le travail régulier que les grandes ascèses, et se mêlant aux controverses de la société : « Que le père Joannice et ses disciples restent dans leurs solitudes et dans leurs montagnes ; mais toi, honore l'obéissance et l'hospitalité. Il ne s'est imposé aucune contrainte, et toi tu es persécuté pour la justice. Il ne connaît pas la prison ; toi, tu es incarcéré pour le Seigneur. Il n'a pas livré combat tandis que toi, tu as combattu pour le Christ. Combien la seconde façon d'agir est supérieure à l'autre ! » ; Théodore Studite. Joannice et Théodore représentaient les modèles opposés des moines « olympiens » et des moines « stoudites ».

## Mémoire et vénération
Sa fête est généralement célébrée le 3 novembre, mais dans certaines Églises orientales il peut être fêté le 4 novembre, et le 17 novembre (selon le calendrier julien) pour les Églises slaves. 
Son chef est conservé au monastère d'Osios Loukas en Béotie.